# Eupithecia niveifascia
Eupithecia niveifascia là một loài bướm đêm trong họ Geometridae.